# Ceratosphys flammeola
Ceratosphys flammeola es una especie de miriápodo cordeumátido de la familia Opisthocheiridae endémica de la España peninsular; se encuentra en la Cordillera Prebética.